# 久保佳那子
久保 佳那子（くぼ かなこ）は日本で活動するミュージカル俳優および歌唱指導者である。兵庫県神戸市東灘区出身。元劇団四季所属。

## 来歴
神戸市立六甲アイランド高等学校を経て大阪音楽大学卒業後は高校で音楽の非常勤講師を務めていた。2011年10月に劇団四季のオーディションに合格し2012年に四季へ入団した。同年5月3日に大阪四季劇場で上演されたサウンド・オブ・ミュージック大阪公演のアンサンブル6枠役が初舞台出演となった。2015年11月14日にはオペラ座の怪人のヒロインであるクリスティーヌ・ダーエ役としてデビューしている。2020年に俳優としては劇団四季を退団したが、歌唱指導者として四季で残留する。2021年5月28日に演目契約でオペラ座の怪人のクリスティーヌ役として出演し劇団四季の舞台に復帰する。劇団四季の舞台に出演するのは2019年9月のリトルマーメイド大阪公演以来である。

## 主な出演作品
- サウンド・オブ・ミュージック（2012年アンサンブル6枠）
- リトル・マーメイド（2014年アンサンブル5枠）
- オペラ座の怪人（2015年クリスティーヌ・ダーエ）
- 劇団四季ソング&ダンス65  (2017年)
- DEVIL（2023年Swing）

※括弧内の年は初出演年